# Principe d'Anna Karénine

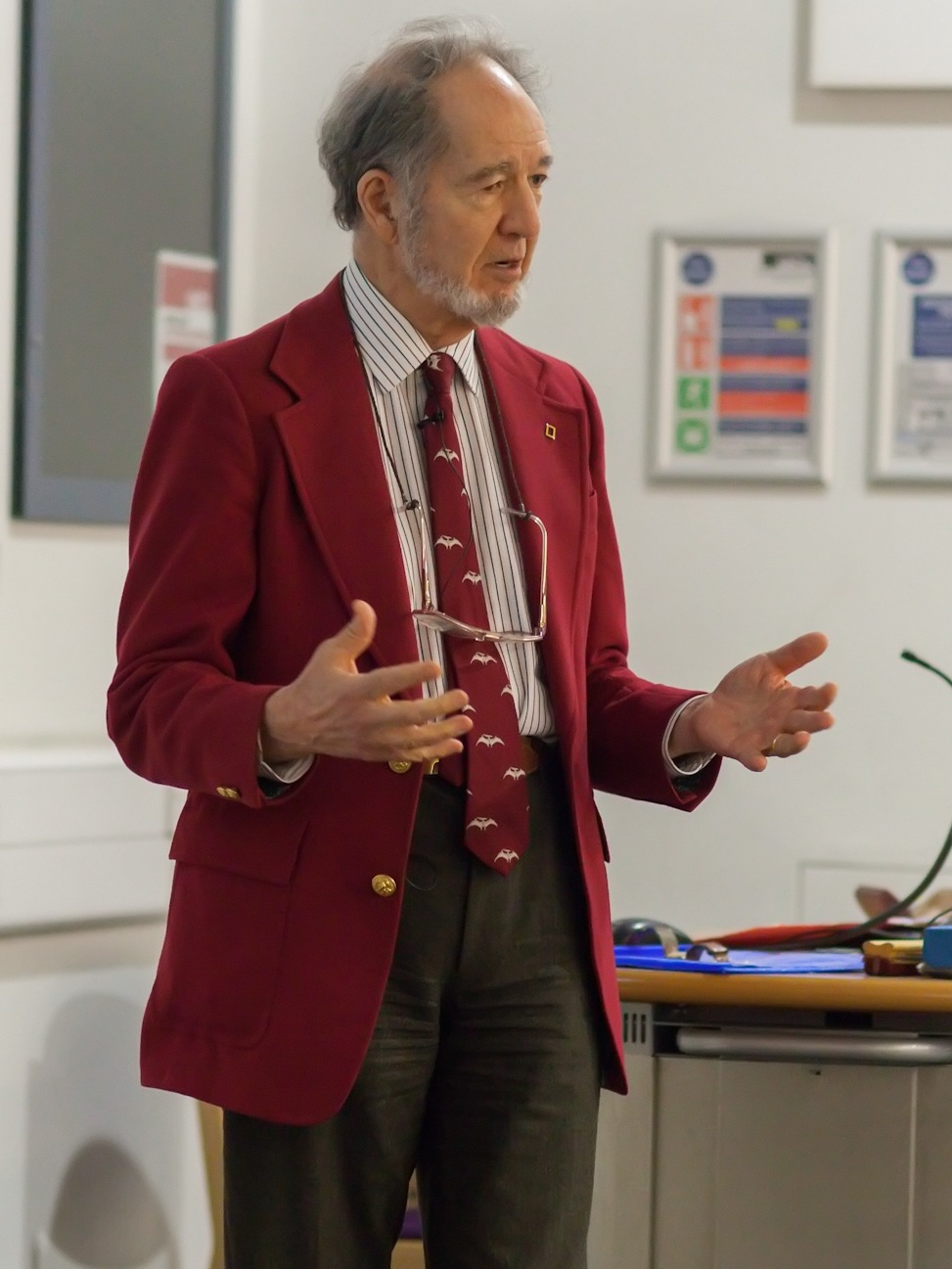
Jared Diamond en conférence dans une université londonienne.

Le principe d'Anna Karénine (ou Anna Karenina principle) stipule qu'une déficience dans un quelconque facteur limitant condamne une tentative à être un échec. Par conséquent, une entreprise réussie (sous réserve de ce principe) est celle où toute lacune possible a été évitée. 
Le nom du principe dérive d'Anna Karénine, roman de Léon Tolstoï de 1877, dont l'incipit est : 

« Toutes les familles heureuses se ressemblent, mais chaque famille malheureuse l'est à sa façon. »

En d'autres termes, les familles heureuses partagent un ensemble commun d'attributs qui mènent au bonheur. À l'inverse, de nombreux attributs différents peuvent provoquer une famille malheureuse. Ce concept a ensuite été généralisé pour s'appliquer à plusieurs domaines d'études. 
En particulier, en statistique, le terme Anna Karenina principle a un sens dans le cadre des tests statistique : il existe un certain nombre de façons permettant au jeu de données de violer l'hypothèse nulle, cependant il n'existe qu'une seule façon d'avoir toutes les hypothèses satisfaites.    

## Exemples

### Échec de la domestication d'une espèce
Le principe d'Anna Karenina a été popularisé par Jared Diamond dans son livre de 1997 De l'inégalité parmi les sociétés. Diamond utilise ce principe pour illustrer pourquoi peu d'animaux sauvages ont été domestiqués avec succès au cours de l'histoire, car une seule carence parmi de nombreux facteurs peut rendre une espèce non domesticable. Par conséquent, toutes les espèces domestiquées avec succès ne le sont pas à cause d'un trait positif particulier, mais à grâce à l'absence d'un certain nombre de traits négatifs possibles. Au chapitre 9, six groupes de raisons de l'échec de la domestication des animaux sont définis : 
- Régime alimentaire - Pour être candidate à la domestication, une espèce doit être facile à nourrir. Les mangeurs capricieux font de mauvais candidats. Les omnivores non pointilleux font les meilleurs candidats.
- Taux de croissance - L'animal doit croître assez rapidement pour être économiquement rentable. Les éleveurs d'éléphants, par exemple, attendraient une douzaine d'années pour que leur troupeau atteigne la taille adulte.
- Élevage en captivité - L'espèce doit pouvoir se reproduire facilement en captivité. Les espèces ayant des rituels d'accouplement interdisant la reproduction dans un environnement de type ferme font de mauvais candidats à la domestication. Ces rituels pourraient inclure le besoin d'intimité ou de longues poursuites avant d'accouplement.
- Caractère - Certaines espèces ont trop mauvais caractère pour être de bons candidats à la domestication. Les agriculteurs ne doivent pas être en danger de mort ou de blessures chaque fois qu'ils pénètrent dans l'enclos des animaux. Le zèbre est notamment évoqué dans le livre car il était reconnu par les cultures locales et les Européens comme extrêmement précieux et utile à domestiquer, cependant il s'est avéré en pratique impossible à apprivoiser. En effet, les chevaux des occidentaux débarqués en Afrique se sont révélés sensibles aux maladies et aux attaques d'une grande variété d'animaux, tandis que les mêmes caractéristiques qui ont rendu le zèbre robuste et survivant dans l'environnement difficile de l'Afrique l'ont également rendu farouchement indépendant.
- Tendance à la panique - Les espèces sont génétiquement prédisposées à réagir au danger de différentes manières. Une espèce d'oiseau qui prend immédiatement son envol est un mauvais candidat à la domestication. Une espèce qui reste immobile ou se mêle au troupeau pour se protéger du danger est un bon candidat. Les cerfs en Amérique du Nord se sont révélés presque impossibles à domestiquer et ont des difficultés à se reproduire en captivité. En revanche, les chevaux ont prospéré lorsqu'ils ont été réintroduits en Amérique du Nord au XVIe siècle.
- Structure sociale - Les espèces d'animaux solitaires et indépendants sont de mauvais candidats. Une espèce qui a une stratification sociale forte et bien définie est plus susceptible d'être domestiquée. Une espèce qui peut avoir une empreinte de l'humain en tant que chef de la hiérarchie est la meilleure. Les différents groupes sociaux doivent également se tolérer les uns les autres.

## Évaluation des risques écologiques
Dwayne Moore décrit les applications du principe Anna Karénine en écologie. 

## Version d'Aristote
Beaucoup plus tôt, Aristote énonce un principe similaire dans l'Éthique à Nicomaque (Livre 2), : 

« Ajoutons que nos fautes peuvent présenter mille formes (la faute, selon les Pythagoriciens (54), se caractérisant par l'illimité, le bien par ce qui est achevé), en revanche, il n'y a qu'une façon de réaliser le bien. C'est pourquoi il est facile de manquer le but et difficile de l'atteindre. Toutes raisons qui font que l'excès et le défaut dénoncent le vice, tandis que la juste moyenne caractérise la vertu :
Il n'est qu'une façon d'être bon, il y en a mille d'être mauvais »

— Aristote, Éthique à Nicomaque

## Deuxième principe de la thermodynamique
Le nombre d'États organisés dans un système thermodynamique ("familles heureuses" dans l'analogie) est beaucoup plus faible et moins diversifié que le nombre d'États désorganisés à haute entropie ("familles malheureuses"), une autre variante du principe d'Anna Karénine,. Le deuxième principe de la thermodynamique stipule que tout état organisé dans un système isolé évolue spontanément vers un état d'entropie maximale, pour lequel il existe de nombreuses autres options. 

## Chaos de l'inadaptation
De nombreuses expériences et observations de groupes d'humains, d'animaux, d'arbres, de plantes herbacées, des cours de bourse et ont montré une version du principe d'Anna Karénine. Alexander Gorban, du département mathématiques de l'Université de Leicester, avance que :  

« En étudiant la dynamique de corrélation et de variance dans différents systèmes confrontés à des facteurs externes ou environnementaux, nous pouvons généralement, avant même l'apparition de symptômes évidents de crise, prédire quand celle-ci pourrait se produire, car la corrélation entre les individus augmente, et, dans le même temps, la variance (et la volatilité) augmente. Tous les systèmes bien adaptés se ressemblent, tous les systèmes non adaptés connaissent une mauvaise adaptation à leur manière. Mais dans le chaos de l'inadaptation, il y a de l'ordre. Il semblerait que, paradoxalement, à mesure que les systèmes deviennent de plus en plus différents, ils deviennent en fait de plus en plus corrélés dans un certain cadre. »

— Alexander Gorban
Cet effet est prouvé dans systèmes dont l'adaptation des personnes en bonne santé à un changement des conditions climatiques ou l'analyse des issues fatales dans les cliniques oncologiques et cardiologiques. Le même effet se retrouve en bourse. Un exemple est donné par la crise économique et politique ukrainienne de 2014 : il y a eu une augmentation simultanée de la corrélation totale entre les 19 principales craintes du public dans la société ukrainienne (d'environ 64%) et de leur dispersion statistique (de 29%) au cours des années précédant la crise.  

## Origines mathématiques
Vladimir Arnold dans son livre Catastrophe Theory décrit "Le principe de fragilité des bonnes choses" qui, en un sens, complète le principe d'Anna Karenina : les bons systèmes doivent répondre simultanément à un certain nombre d'exigences. Ils sont donc plus fragiles : 

« Pour les systèmes appartenant à la limite de la partie stable, une petite variation des paramètres est plus susceptible d'envoyer le système dans la région instable que dans la région stable. Ceci est la manifestation d'un principe général selon lequel toutes les bonnes choses (par exemple la stabilité) sont plus fragiles que les mauvaises. Il semble que dans les bonnes situations, un certain nombre d'exigences doivent être satisfaites simultanément, alors que pour qualifier une situation de mauvaise, même un seul échec suffit. »

— Vladimir Arnold, Catastrophe Theory